# Congalach mac Conaing
Congalach mac Conaing (mort en 779) est un roi de Brega issu du Uí Chonaing sept de Cnogba (Knowth) du Síl nÁedo Sláine une lignée des Uí Néill du sud. Il est le fils de Conaing mac Amalgado (mort en 742) un précédent roi .

## Biographie
Il est mentionné dans les listes royales comme successeur de son oncle Dúngal mac Amalgado (mort en 759) dans un poème du
Livre de Leinster; toutefois il apparaît que sa souveraineté se limite au Uí Chonaing qui sont désignés comme rois de Ciannachta à cette époque. Les annales mentionnent Coirpre mac Fogartaig (mort en 771), des Uí Chernaig le sept de  Lagore dans le sud Brega, comme « roi de Brega ».En fait  Congalach ne doit avoir régné sur le royaume de Brega que de 771 à 778.
Les Ciannachta sont mentionnés pour avoir participé à l'expédition de l'Ard ri Erenn Donnchad Midi mac Domnaill (mort en 797) contre le Leinster. Ils attaquent de leur voté les Uí Théig lignée du  Laigin et les battanet lors de la bataille d'Ath Cliath. Toutefois de nombnreux d'entre eux sont noyés par la montée de la marée sur le chemin du retour.
Donnchad et Congalach semblent avoir été ennemis d'après la annales du fait de leur rivalité dans le conflit lors de la succession
au titre d'Ard ri Erenn après l’abdication de  Niall Frossach (mort en 778) du Cenél nEógain.  En 777, Donnchad mène une armée du Laigin contre Brega. Puis la même année Donnchad cause un tumulte
lors d'une assemblée où il s'oppose au  Ciannachta pour le droit de commander lors de la guerre. Cette guerre se termine avec la bataille de Forchalad en 778 en victoire pour  Donnchad et la mort de Congalach et de beaucoup d'autres dont 
Dúnchad mac Aléni, roi de  Mugdorna. Les Annales d'Ulster notent pour cet événement:
Après la bataille de Forchalad, qui s'est déroulée par un triste et sombre dimanche, beaucoup de mères aimées étaient tristes le lundi suivant.
Il a pour successeur comme roi de Brega, son frère cadet Diarmait mac Conaing, mais sa postérité inclut; Flann mac Congalaig (mort en 812), Cernach mac Congalaig (mort en 818), Cummascach mac Congalaig (mort en 839), tous trois rois de Brega et un dernier fils nommé Cellacɦ